# 오쿠보 고시
오쿠보 고시(일본어: 大久保 剛志, 1986년 6월 14일 ~ )는 일본의 전 축구 선수이다.

## 구단 경력
과거 베갈타 센다이, 소니 센다이, 몬테디오 야마가타에서 활동하였다.